# ميخائيل نيوتن
ميخائيل نيوتن (بالإنجليزية: Michael Newton)‏ هو لاعب هوكي الحقل أمريكي، ولد في 10 مايو 1952.